# Dumitru Velicu (general)
Dumitru Velicu este un general român
A fost înaintat la gradul de general-maior (cu o stea) în 23 august 1984. Generalul-maior Dumitru Velicu a îndeplinit funcția de comandant al Armatei 1 (1 noiembrie 1984 - 1 octombrie 1988).
A fost omorât cu ceanura pusă în cafea 
S a încercat asasinarea acestuia și în Germania , însă a eșuat 